# Maria Teresa di Borbone-Vallabriga
Maria Teresa di Borbone-Vallabriga (in spagnolo María Teresa de Borbón y Vallabriga; Velada, 6 marzo 1779 – Parigi, 23 novembre 1828) è stata una nobildonna spagnola, duchessa, marchesa, contessa e grande di Spagna, quindicesima contessa di Chinchón.

## Biografia
Donna María Teresa Carolina era la figlia maggiore dell'Infante Luigi Antonio di Spagna e della moglie morganatica, l'aristocratica aragonese María Teresa de Vallabriga y Rozas, Español y Drummond (5 settembre 1758 – 16 febbraio 1820), XIII Contessa di Chinchón e Grande di Spagna di Prima Classe, nonché una nipote patrilineare di Re Filippo V di Spagna.
Donna María Teresa Carolina fu la I Marquesa (Marchesa) di Boadilla del Monte (lettera del 4 agosto 1799), erede della casata di suo fratello Luis María, e divenne inoltre la XV Contessa di Chinchón e Grande di Spagna di Prima Classe e I Duchessa di Sueca e Grande di Spagna e Prima Classe (lettera del 7 marzo 1804). Fu creata 96ª Dama Nobile del Reale Ordine della regina Maria Luisa il 10 ottobre 1800 assieme alla sorella minore, Doña María Luisa (1780–1846), creata 98ª Dama Nobile lo stesso giorno, mentre sua madre fu nominata 99ª Dama Nobile il 7 dicembre 1800.
Sposò all'Escorial a Madrid, il 2 ottobre 1797, Don Manuel de Godoy y Álvarez de Faria, I Principe de la Paz, I Duque de Alcúdia e I Duque de Sueca (Badajoz, 12 maggio 1767 - Parigi, 4 ottobre 1851), ed ebbe un'unica figlia Carlota Luisa Manuela.

## Ascendenza
|                                                                       |                        |                                                                                          | Genitori                                        |  |  | Nonni |  |  | Bisnonni                    |  |  | Trisnonni                |  |
|                                                                       |                        |                                                                                          |                                                 |  |  |       |  |  | 8. Luigi di Borbone-Francia |  |  | 16. Luigi XIV di Francia |  |
|                                                                       |                        |                                                                                          |                                                 |  |  |       |  |  | 8. Luigi di Borbone-Francia |  |  | 16. Luigi XIV di Francia |  |
|                                                                       |                        | 17. Maria Teresa d'Asburgo                                                               |                                                 |  |  |       |  |  | 8. Luigi di Borbone-Francia |  |  |                          |  |
| 4. Filippo V di Spagna                                                |                        |                                                                                          |                                                 |  |  |       |  |  | 8. Luigi di Borbone-Francia |  |  |                          |  |
|                                                                       |                        | 9. Maria Anna Vittoria di Baviera                                                        | 18. Ferdinando Maria di Baviera                 |  |  |       |  |  |                             |  |  |                          |  |
|                                                                       |                        | 9. Maria Anna Vittoria di Baviera                                                        | 18. Ferdinando Maria di Baviera                 |  |  |       |  |  |                             |  |  |                          |  |
|                                                                       |                        | 9. Maria Anna Vittoria di Baviera                                                        | 19. Enrichetta Adelaide di Savoia               |  |  |       |  |  |                             |  |  |                          |  |
| 2. Luigi Antonio di Borbone-Spagna                                    |                        | 9. Maria Anna Vittoria di Baviera                                                        |                                                 |  |  |       |  |  |                             |  |  |                          |  |
|                                                                       |                        | 10. Odoardo II Farnese                                                                   | 20. Ranuccio II Farnese                         |  |  |       |  |  |                             |  |  |                          |  |
|                                                                       |                        | 10. Odoardo II Farnese                                                                   | 20. Ranuccio II Farnese                         |  |  |       |  |  |                             |  |  |                          |  |
|                                                                       |                        | 10. Odoardo II Farnese                                                                   | 21. Isabella d'Este                             |  |  |       |  |  |                             |  |  |                          |  |
| 5. Elisabetta Farnese                                                 |                        | 10. Odoardo II Farnese                                                                   |                                                 |  |  |       |  |  |                             |  |  |                          |  |
|                                                                       |                        | 11. Dorotea Sofia di Neuburg                                                             | 22. Filippo Guglielmo del Palatinato            |  |  |       |  |  |                             |  |  |                          |  |
|                                                                       |                        | 11. Dorotea Sofia di Neuburg                                                             | 22. Filippo Guglielmo del Palatinato            |  |  |       |  |  |                             |  |  |                          |  |
|                                                                       |                        | 11. Dorotea Sofia di Neuburg                                                             | 23. Elisabetta Amalia d'Assia-Darmstadt         |  |  |       |  |  |                             |  |  |                          |  |
| 1. María Teresa de Borbone-Vallabriga                                 |                        | 11. Dorotea Sofia di Neuburg                                                             |                                                 |  |  |       |  |  |                             |  |  |                          |  |
|                                                                       | 12. José de Vallabriga | ...                                                                                      |                                                 |  |  |       |  |  |                             |  |  |                          |  |
|                                                                       | 12. José de Vallabriga | ...                                                                                      |                                                 |  |  |       |  |  |                             |  |  |                          |  |
|                                                                       | 12. José de Vallabriga | ...                                                                                      |                                                 |  |  |       |  |  |                             |  |  |                          |  |
| 6. José de Vallabriga y Español, signore di Soliveta                  | 12. José de Vallabriga |                                                                                          |                                                 |  |  |       |  |  |                             |  |  |                          |  |
|                                                                       |                        | 13. María Antonia Español, signora di Soliveta                                           | ...                                             |  |  |       |  |  |                             |  |  |                          |  |
|                                                                       |                        | 13. María Antonia Español, signora di Soliveta                                           | ...                                             |  |  |       |  |  |                             |  |  |                          |  |
|                                                                       |                        | 13. María Antonia Español, signora di Soliveta                                           | ...                                             |  |  |       |  |  |                             |  |  |                          |  |
| 3. María Teresa de Vallabriga y Rozas                                 |                        | 13. María Antonia Español, signora di Soliveta                                           |                                                 |  |  |       |  |  |                             |  |  |                          |  |
|                                                                       |                        | 14. José de Rozas y Meléndez de la Cueva, I duca di San Andrés, II conte di Castelblanco | 28. Francisco de Rozas y Fernández de Santayana |  |  |       |  |  |                             |  |  |                          |  |
|                                                                       |                        | 14. José de Rozas y Meléndez de la Cueva, I duca di San Andrés, II conte di Castelblanco | 28. Francisco de Rozas y Fernández de Santayana |  |  |       |  |  |                             |  |  |                          |  |
|                                                                       |                        | 14. José de Rozas y Meléndez de la Cueva, I duca di San Andrés, II conte di Castelblanco | 29. Luisa Meléndez de Gama                      |  |  |       |  |  |                             |  |  |                          |  |
| 7. Josefa de Rozas y Drummond de Melfort, IV contessa di Castelblanco |                        | 14. José de Rozas y Meléndez de la Cueva, I duca di San Andrés, II conte di Castelblanco |                                                 |  |  |       |  |  |                             |  |  |                          |  |
|                                                                       |                        | 15. Francisca Drummond de Melfort y Wallace                                              | 30. John Drummond, I conte di Melfort           |  |  |       |  |  |                             |  |  |                          |  |
|                                                                       |                        | 15. Francisca Drummond de Melfort y Wallace                                              | 30. John Drummond, I conte di Melfort           |  |  |       |  |  |                             |  |  |                          |  |
|                                                                       |                        | 15. Francisca Drummond de Melfort y Wallace                                              | 31. Eufemia Wallace                             |  |  |       |  |  |                             |  |  |                          |  |
|                                                                       |                        | 15. Francisca Drummond de Melfort y Wallace                                              |                                                 |  |  |       |  |  |                             |  |  |                          |  |